# دانيال ستريكلاند
دانيال ستريكلاند (بالإنجليزية: Daniel Strickland)‏ هو لاعب دوري الرغبي أسترالي، ولد في 29 أكتوبر 1979 في أستراليا.